# 塞芬
塞芬（德語：Seiffen）是德国萨克森州的市镇，隶属于厄尔士山县。总面积为12.43平方千米，截至2023年12月31日总人口为1,985人。
塞芬最早出现在文献记载中是在1324年。塞芬过去的主要产业是矿业，现在则以木质玩具而闻名。